# 6e régiment de chars de la Garde
Pour les articles homonymes, voir 6e régiment.
Le 6e régiment de chars de la Garde (en russe : 6-й гвардейский танковый полк, abrégé en 6 гв. тп ; traduisible aussi par 6e régiment de tanks de la Garde), de son nom complet le 6e régiment de chars de la Garde Lvovski, des ordres du Drapeau rouge, de Lénine, de Souvorov, de Koutouzov et de Bogdan Khmelnitski (en russe : 6-й гвардейский танковый Львовский ордена Ленина, Краснознамённый, орденов Суворова, Кутузова и Богдана Хмельницкого полк), numéro d'unité militaire 93992, est une unité blindée des forces terrestres russes. L'unité fait partie de la 90e division de chars de la Garde de la 41e armée, basée à Tchebarkoul dans le district militaire central.

## Historique
Le régiment reprend la tradition de la 16e brigade mécanisée de la Garde du 6e corps mécanisé de la Garde de l'Armée rouge.
Le 24 juin 1945, sur la base de l'ordre du Commissariat du peuple à la défense de l'URSS n° 0013 du 10 juin 1945, la 16e brigade mécanisée de la Garde est transformée en 16e régiment mécanisée de la Garde dans la 6e division mécanisée de la Garde (unité militaire 89428, ancien corps). Le 114e régiment de chars de la Garde est réorganisé en 114e bataillon de chars de la Garde.
Le 17 mai 1957, l'unité est rebaptisée 16e régiment de fusiliers motorisés de la Garde.
En 1985, conformément aux directives du ministre de la défense de l'URSS n° 314/1/00900 du 4 décembre 1984 et de l'état-major général des forces armées de l'URSS n° 314/3/0224 du 8 février 1985, la 6e division de fusiliers motorisés de la Garde est réorganisée en 90e division de chars de la Garde « Lviv », ordres de Lénine, du Drapeau rouge et de Souvorov (unité militaire 61150). Le régiment est réorganisé en 6e régiment de chars de la Garde « Lviv », ordres du Drapeau rouge, de Lénine, de Souvorov, de Koutouzov et de Bogdan Khmelnitski (unité militaire 60524), avec comme garnison la commune allemande de Bad Freienwalde.
Début 1991, le régiment est équipé des véhicules suivants : 93 T-80, 58 BMP (2 BMP-2, 30 BMP-1, 4 BRM-1K ), 2 BTR-60, 18 2S1, 6 BMP-1KSh, 2 PRP-3s/-4, 3 , 1 R-145BM, 3 PU-12, 2 MT-55A.
En novembre ou décembre 1997, la 90e division est transformée en 968e base de la Garde pour le stockage d'armes et d'équipements militaires (troupes blindées). Le 6e régiment devient alors le département du 5968e BHVT (t).
En 2016, le régiment est recréé au sein de la toute nouvelle 90e division de chars de la Garde, ayant comme point de déploiement permanent la ville de Tchebarkoul, dans l'oblast de Tcheliabinsk.
Le 30 juin 2018, le régiment reçoit le titre honorifique  « Lviv », et hérite des ordres de Lénine, du Drapeau rouge, de Souvorov, de Koutouzov et de Bogdan Khmelnitski.
En 2022, la police ukrainienne accuse deux militaires du régiment d'avoir violé une femme enceinte dans l'oblast de Kiev en mars 2022 lors de l'occupation de la région par les troupes russes pendant l'invasion russe de l'Ukraine. La femme perd son enfant. Les noms des militaires présumés sont révélés au grand public : il s'agirait de Khakimianov Rinat Gabdilianovitch, commandant de char du 6e régiment, et Salikhov Arslan Timourovitch, soldat du 6e régiment. 
Le 9 mars, le 6e régiment de la 90e division de chars russe, ayant fini par contourner Tchernihiv, approche lentement de Brovary, dans la banlieue est de Kiev : à Skybyn sur la M01, la tête de colonne est attaquée aux missiles antichars par les fantassins de la 72e brigade ukrainienne, puis les autres blindés, immobiles dans un premier temps, frappés par l'artillerie, finissent par reculer,. Le lendemain, le ministère ukrainien de la Défense signale que le commandant du 6e régiment, le colonel Andreï Zakharov, a été tué dans la bataille de Brovary,.
Le 30 mars 2024, 36 chars et 12 véhicules de combat d'infanterie du 6e régiment de chars de la Garde ont été lancés dans l'attaque de Tonenke (uk) dans la région d'Avdiïvka.
12 chars et huit véhicules de combat d'infanterie BMP ont été détruits par les Ukrainiens de la 25e brigade aéroportée,. Les images de géolocalisation ont montré un grand nombre d'équipements détruits et endommagés, et les Russes n’ont pas réussi à percer la ligne de défense ukrainienne. Selon les experts, la répulsion de l'attaque par les forces du bataillon pourrait indiquer que les réserves opérationnelles accumulées par les troupes russes dans cette zone ne seront pas en mesure de garantir l'avancée des Russes vers l’ouest dans un avenir proche. Pendant ce temps, les forces russes ont fait des avancées confirmées près d'Avdiïvka et au sud-ouest de la ville de Donetsk dans le cadre de batailles de position continues le long de toute la ligne de front,,,.